# USS Darter (SS-576)
USS Darter (SS-576) byla americká diesel-elektrická ponorka z doby studené války. Ponorka byla vylepšenou verzí třídy Tang. Byla postavena v jediném kuse, protože dvě její sesterské lodě byly přestavěny na nosiče letounových střel třídy Grayback. Darter byla v operační službě v letech 1956–1989. Dne 7. ledna 1992 byla jako cvičný cíl potopena americkou ponorkou USS Tautong.

## Stavba
Ponorku postavila loděnice General Dynamics Electric Boat v Grotonu ve státě Connecticut. Kýl ponorky byl založen 10. listopadu 1954, trup byl spuštěn na vodu 28. května 1956 a ponorka byla dokončena 20. října 1956.

## Konstrukce
Výzbroj tvořilo osm 533mm torpédometů, z toho šest a přídi a dva na zádi. Pohonný systém tvořily tři diesely FM a tři elektromotory. Lodní šrouby byly dva. Ponorka dosahovala nejvyšší rychlosti 15,5 uzlu na hladině a 16 uzlů pod hladinou.